# Matiloxis melicerta
Matiloxis melicerta là một loài bướm đêm trong họ Noctuidae.